# Igor Costin
Igor Fedorovici Costin (în ucraineană І́гор Фе́дорович Ко́стін, n. 27 decembrie 1936, Chișinău, România – d. 9 iunie 2015, Kiev, Ucraina) a fost unul dintre cei cinci fotografi care au primit autorizația de a fotografia consecințele dezastrului nuclear de la Cernobîl imediat după producerea acestuia (la 26 aprilie 1986). La momentul accidentului, Costin lucra pentru agenția de presă RIA Novosti ca fotograf în Kiev, Ucraina. A fost delegat să reprezinte Novosti pentru a acoperi accidentul nuclear de la Cernobîl. Viziunea aeriană a lui Costin asupra centralei nucleare de la Cernobîl a fost publicată pe scară largă în întreaga lume, dezvăluind amploarea dezastrului. Acest fapt a atras atenția întregii lumi cu privire la contaminarea radioactivă cauzată de accident. În tot acest timp, mass-media sovietică a lucrat la cenzurarea informațiilor privind accidentul, declasificând informații limitate asupra dezastrului, până la prăbușirea Uniunii Sovietice în 1991.
Costin a surprins continuu aspectele legate de consecințele iradierii suferite de ființe (umane sau animale). Fotografiile sale includ – printre altele – pe cele ale multor animale născute cu deformații congenitale în zona Cernobîlului, întorcându-se în mod repetat în zona de excludere, pentru a aduce problemele în atenția opiniei publice mondiale. Supraviețuind unei leucemii, Costin a murit la Kiev în 2015 (la vârsta de 78 de ani) într-un accident de mașină.

## Viața timpurie
Costin s-a născut în Basarabia, Regatul României (în prezent Republica Moldova), la 27 decembrie 1936, cu trei ani înainte ca tatăl său, Fedodor Costin (economist într-o bancă), să fie trimis pe front pentru a lupta pentru nou-înființata SSR Moldovenească (după ce România Mare a fost forțată să cedeze Basarabia Uniunii Sovietice în cadrul pactului Ribbentrop-Molotov). Înainte de cesiune, familia Costin s-a mutat la Chișinău, RASS Moldovenească. Ulterior, familia a continuat să locuiască într-o suburbie din Chișinău pentru următorii treizeci și doi de ani după ce tatăl său a murit în război.
Din iunie 1941, sub ocupație germană și română, Costin a luptat pentru supraviețuire alături de mama sa, Nadejda Popovici. În cartea sa fotografică, Costin dezvăluia faptul că Nadejda Popovici a sperat să-l găsească pe tatăl său în lagărele de concentrare, dar a realizat mai târziu că acesta a fost ucis în timpul unui bombardament.
În august 1944 Uniunea Sovietică a preluat controlul asupra Moldovei și a alungat forțele germane și române din RSS Moldovenească. Forțele sovietice au bombardat aerian Chișinăul, eveniment în timpul căruia familia Costin a fost aproape să-și piardă viața, atunci când o bombă le-a distrus casa. Ulterior s-au adăpostit lângă un vehicul blindat german, până când forțele sovietice au intrat în oraș.
Uniunea Sovietică a început să epureze moldovenii nativi și să trimită burghezii și intelectualii în  lagăre de concentrare din Siberia. Comerțul privat a devenit ilegal, fapt care i-a afectat familia, întrucât Nadejda Popovici opera clandestin o mică afacere de familie. Acesta a fost momentul în care Costin și-a pierdut interesul față de studii, viața sa transformându-se într-un joc de supraviețuire.
În 1954 a început serviciul militar. El a dezvăluit că cel puțin o dată a fost instruit să sape tranșee de-a lungul frontierei sovietice, în eventualitatea unei invazii americane. Până la încheierea serviciului militar a devenit încă și mai puțin docil, o dezertare adăugând un plus de șapte luni de închisoare militară la stagiul său militar de trei ani. Comandantul adjunct i-a încredințat sarcina de a redecora camerele de întâlniri politice, fapt care a condus la suspendarea pedepsei cu închisoarea.

## Carieră ca sportiv și inginer
În 1959, după ce a fost eliberat din armată, Costin a început să joace volei pentru echipa sportivă regională a Chișinăului. A fost selectat pentru a juca în echipa RSS Moldovenească, devenind ulterior component al echipei naționale sovietice și reprezentând uniunea în competițiile internaționale de volei. În 1969 cariera sa sportivă s-a încheiat ca urmare a multiplelor leziuni ale coloanei vertebrale și unor complicații ale genunchiului, survenite prin neglijarea tratamentelor medicale. A început să studieze la Institutul Agronomic din Chișinău și a fost angajat ca inginer principal pentru o firmă de construcții din Chișinău. A primit apoi o ofertă de muncă la Biroul de Construcții din Kiev, Ucraina.
La Kiev, a inventat un dispozitiv folosit în premieră pentru o metodă care a grăbit construcția de clădiri. A fost promovat șef de șantier și a gestionat o echipă formată din aproximativ 50 de lucrători. Soția lui de la acel moment, Galina, care era ingineră, l-a ajutat să inoveze și să-și descopere talentul natural în arta fotografică.

## Cariera de fotograf
La mijlocul anilor 1970 Costin și-a pierdut interesul față de industria construcțiilor, fiind frustrat de salariul fix redus. El a afirmat că se bucură de fotografie (în special de portrete) și a câștigat o medalie de aur pentru un portret al soției sale la expoziția fotografică anuală de la Kiev. Ulterior a participat la cel puțin 80 de astfel de expoziții fotografice din întreaga lume. Cariera lui Costin ca fotograf amator i-a dublat venitul față de cariera sa de șef de șantier.
A fost angajat ulterior copywriter la un post de televiziune din Ucraina. Apoi a avut un program fotografic lunar, unde intervieva pe unii dintre cei mai performanți fotografi din întreaga lume. A fost angajat simultan ca șef de șantier, deținând în mod formal două profesii. Un an și jumătate mai târziu a renunțat la acest joc dublu și a depus o cerere de angajare la RIA Novosti de la Moscova, RSFS Rusă, fiind respins de Galina Pleskova, redactorul-șef al agenției. 
Costin și-a încheiat efectiv cariera de inginer atunci când s-a întors la Kiev, unde a fost obligat să doarmă pe străzi pentru a-și continua cariera fotografică. Filiala din Kiev a RIA Novosti a fost de acord să-i permită utilizarea laboratoarelor de dezvoltare fotografică. Laboratoarele au devenit locuința sa temporară timp de aproximativ 5 ani, după care a fost angajat ca reporter de război pentru Novosti.
Costin a acoperit unele dintre cele mai grave războaie ale lumii a treia în care a fost implicată Uniunea Sovietică, precum războiul din Vietnam și intervenția sovietică din Afganistan, fiind angajat al Novosti, fără a avea afiliere la partidul comunist. În absența adeziunii, nu a fost promovat în prima linie de reporteri ai agenției de presă.

## La Cernobîl
După ce s-a întors din Afganistan, Costin a început să lucreze periodic pentru filiala Novosti din Kiev. S-a axat pe problemele locale și trans-URSS, fără însă a călători prea mult. În seara de 26 aprilie 1986 un pilot de elicopter cu care a lucrat îndeaproape pentru activitățile sale jurnalistice l-a alertat cu privire la un incendiu la centrala nucleară de la Cernobîl. Focul fusese stins înainte ca elicopterul să ajungă Cernobîl, dar a fost martorul unui adevărat teatru de război pe amplasamentul centralei nucleare. A experimentat o senzație ciudată, combinată cu temperatura ridicată și smogul toxic, neobișnuit pentru o scenă de accident. Motorul camerelor sale fotografice a început să prezinte semne de degradare cauzată de fluxul de radiații după aproximativ 20 de fotografii, motiv pentru care elicopterul s-a întors la Kiev.
Costin a reușit să developeze filmele, dar a realizat că toate – cu o singură excepție – au fost afectate de nivelul ridicat de expunere la radiații, ceea ce a provocat voalarea filmului fotografic. Singura fotografie a centralei nucleare salvată de Costin a fost trimisă la RIA Novosti din Moscova, dar nu a primit permisul de fi publicată înainte de 5 mai 1986. Vizita sa la Cernobîl a fost ilegală, dar nu a fost sancționată de autorități. Pravda a publicat informații limitate despre accident pe 29 aprilie 1986, fără a utiliza fotografiile lui Costin.
Accidentul a fost clasificat ca fiind o catastrofă majoră de către mass-media globală, chiar dacă autoritățile ucrainene și ruse încercau să ascundă orice informație asupra accidentului. Costin a primit mai târziu permisiunea de a reprezenta una dintre cele cinci media sovietice acreditate pentru a acoperi locul accidentului și zona de excludere. La 5 mai 1986 s-a alăturat lichidatorilor care au pătruns în ruinele amplasamentului centralei nucleare de la Cernobîl la reactorul 4.
A asistat și imortalizat exodul în masă al locuitorilor din Prîpeat, înainte de sărbătorirea Zilei Muncii, la 1 mai 1986. Sute de oameni au murit ca urmare a accidentului, majoritatea lucrători ai centralei nucleare, ca urmare a cancerului tiroidian.

## Vezi și
- Accidentul nuclear de la Cernobîl
- Centrala nucleară de la Cernobîl
- Cernobîl
- Contaminare radioactivă
- Lichidatorii de la Cernobîl
- Prîpeat
- Zona de excludere Cernobîl

## Legături externe
- Atomic Photographers Guild - Igor Kostin[nefuncțională – arhivă]
- Bătălia pentru Cernobîl - film documentar cu Igor Costin (dublat în limba română)
- Igor Kostin - colecție de fotografii de la Cernobîl
- The Guardian – Galerie Igor Kostin
- World Press Photo - Collection Igor Kostin